# 克里斯蒂娜·普潘
克里斯蒂娜·普潘（法語：Christine Poupin；1957年9月9日—）是法国的一位极左翼政治人物和工会活动家，出生于曼恩-卢瓦尔省绍莱。1980年，她加入革命共产主义联盟（2009年，改组为新反资本主义党）。2011年4月起，她担任新反资本主义党的发言人。
她是一名在化工行业工作的计算机技术员。最初，在GPN公司工作，并担任该公司健康、安全和工作条件委员会书记。2013年7月起，在博瑞利斯AG公司工作，并担任该公司的员工代表，还作为法国总工会的积极分子活动。